# Ramila
Ramila is een geslacht van vlinders van de familie grasmotten (Crambidae), uit de onderfamilie Schoenobiinae.

## Soorten
- R. acciusalis Walker, 1859
- R. argentifimbrialis Swinhoe, 1890
- R. marginella Moore, 1867
- R. ruficostalis Hampson, 1893
- R. thectopetina West, 1931